# Agitation Free
Gli Agitation Free sono stati un gruppo musicale tedesco, attivo dal 1967 al 1974 e poi riunitosi sporadicamente. Tra i principali nomi della scena rock tedesca dei primi anni settanta, gli Agitation Free sono artefici di un rock d'avanguardia e improvvisato in cui convergono influenze orientaleggianti e progressive.

## Storia
Gli Agitation Free si formarono a Berlino nel 1967. I primi membri furono Lutz Ulbrich, Michael Günther, Lutz Kramer e Christopher Franke, che abbandonò la band nel 1970 per entrare nei Tangerine Dream. Alla formazione si aggiunsero Michael Hoenig e Burghard Raush. La formazione così composta incise nel 1972 Malesch, album ispirato alla musica turca e libanese e considerato il loro capolavoro. Il gruppo si esibì in seguito in una serie di light show in Germania e Francia che contribuirono ad aumentare il numero dei loro appassionati. Nel 1972 entrò intanto Michael Hoenig; l'anno seguente, anno in cui si assistette all'ingresso di Stefan Diez, venne edito 2nd, maggiormente incentrato sull'elettronica. Tale uscita riscontrò scarsi esiti commerciali. Sempre nel 1973 si assistette a quella che è considerata la fase di decadenza del gruppo: la formazione vide la dipartita di Hoenig e, poco più tardi, di Ulbrich. La formazione si sciolse negli anni 1970.
Hoenig avviò la carriera solista e divenne membro dei Timewind con Klaus Schulze; Ulbrich si unì agli Ash Ra Tempel nel 1979 e collaborò con Nico l'anno seguente; Gunther e Ulbrich formarono i Lagoona However.
Dopo lo scioglimento, la band si riunì sporadicamente e pubblicò nuovi album. Nel 1999 venne edito l'album River of Return, registrato da Ulbrich, Günther e il chitarrista Gustl Lutjens. Nel 2007 si riunirono nuovamente per dei concerti in Giappone. 

## Formazione
- Lutz Ulbrich - chitarra, tastiere
- Michael Günther - basso
- Burghard Raush - batteria
- Michael Hoenig - tastiere
- Jög Schwenke - chitarra
- Stefan Diez - chitarra
- Gustl Lütjens - chitarra

## Discografia

### Album in studio
- 1972 - Malesch (Vertigo Records)
- 1973 - 2nd (Vertigo Records)
- 1995 - Fragments (BMG Records)
- 1999 - The Other Sides of Agitation Free (Garden of Delights Records)
- 1999 - River of Return (Prudence Records)

### Album dal vivo
- 1976 - Last (Barclay Records)
- 1998 - At the Cliffs of River Rhine (Garden of Delights Records)
- 2011 - Shibuya Nights: Live in Tokyo (Esoteric Records)